# یواس‌اس اوانسویل (پی‌اف-۷۰)
یواس‌اس اوانسویل (پی‌اف-۷۰) (به انگلیسی: USS Evansville (PF-70)) یک کشتی بود. این کشتی در سال ۱۹۴۳ ساخته شد.